# Rothenberger Gruppe
Rothenberger ist ein Hersteller von Rohrwerkzeugen und -maschinen in der Sanitär-, Heizungs-, Klima-, Kälte-, Gas- und Umwelttechnik.

## Geschichte
Am 24. Mai 1949 wurde das Unternehmen von Edwin Rothenberger als Handelshaus in Frankfurt am Main gegründet. Schwerpunkte des Angebots waren Werkzeuge, Maschinen und Schweißtechnik.  
1974 zog das Unternehmen in neue Büro-, Lager- und Produktionsräume in Kelkheim (Taunus). Im selben Jahr übernahmen die Gebrüder Rothenberger die Gesamtverantwortung für das Unternehmen. Mit der Gründung von insgesamt 43 Tochtergesellschaften expandierte Rothenberger in das europäische Ausland und Übersee.
1981 wurde die damals größte Rohrhandwerkzeugfabrik Europas, Super Ego AG in Spanien übernommen. Im selben Jahr wurden die Firmen Muller, Unicum und FOP Werkzeuggruppe in Frankreich aufgebaut.
Helmut Rothenberger übernahm 1985 den Vorstandsvorsitz der Rothenberger AG.
1990 wurde Rico, ein Anbieter für Kanal-TV-Systeme und im folgenden Jahr die Kroll-Umweltgruppe, spezialisiert auf den Bau von Kommunal- und Saugfahrzeugen in Wesel, Hamburg und Berlin aufgebaut. Die Osteuropäische Vertriebsgesellschaften in Ungarn, Tschechien, Polen und Bulgarien wurden 1992 gegründet.
1998 übernahm die Dr. Helmut Rothenberger Holding aus Salzburg die Mehrheit am Rothenberger-Konzern. Im Jahr 2000 wurde die E-commerce-Plattform nexMart für die Rothenberger-Organisation aufgebaut. Das Unternehmen expandierte mit Vertriebsgesellschaften in Südafrika, China, Brasilien, Türkei und Australien.
2002 wurde die Sievert-Gruppe, ein Hersteller von Lötwerkzeugen, übernommen.
2005 wurde die Firma Hellmers Umweltfahrzeuge durch die Kroll-Gruppe übernommen, außerdem der Anteilsbesitz der Ruko Spezialwerkzeuge auf 100 % erweitert. 2006 erfolgte die Übernahme Eurodima Diamant-Technik GmbH in Wals bei Salzburg, einem führenden Hersteller von Bohr- und Sägemaschinen und Diamantwerkzeugen in der Betonbearbeitung;
Im Jahre 2008 wurde das Rothenberger TEC-Center in Kelkheim eingeweiht. Im selben Jahr wurde die Tools for Life Stiftung von der Familie Rothenberger gegründet.
2011 übernahm die Rothenberger AG 100 % der Geschäftsanteile des in Frankreich marktführenden Wettbewerbers Virax S.A.S.
Helmut Rothenberger wechselte 2013 als Aufsichtsratsvorsitzender in den Aufsichtsrat.

## Struktur
Die weltweit über 60 Rothenberger-AG-Gruppengesellschaften befinden sich in Europa, den USA, Asien, Australien, Afrika und Südamerika und werden von der Konzernzentrale in Deutschland koordiniert und gesteuert. Pro Jahr werden mehr als 28 Millionen Werkzeuge von über 1.700 Mitarbeitern entwickelt, produziert und verkauft. Zur Rothenberger Gruppe gehören die Rohrwerkzeugmarken Rothenberger, Super-Ego, Virax, Rico, Ruko, Sievert, Kroll und Rothenberger Industrial. Die Rothenberger AG gehört zur Dr. Helmut Rothenberger-Holding GmbH mit Sitz in Anif/Salzburg (Österreich), die wiederum von der Dr. Helmut Rothenberger Privatstiftung gehalten wird. Zur Holding gehören neben der Rothenberger AG mit ihren über 60 Tochtergesellschaften auch die Autania AG mit weiteren 25 Tochtergesellschaften, die Leistritz AG mit 10 Tochtergesellschaften, die Röhm GmbH mit 8 Tochtergesellschaften, die Walter Werkzeuge in Salzburg, die Rothenberger Real Estates Immobiliengesellschaften sowie die Mehrheit an der Nordwest Handel AG in Dortmund.